# Nový Hrozenkov
Nový Hrozenkov (en allemand : Neu Hrosenkau) est un bourg (městys) du district de Vsetín, dans la région de Zlín, en Tchéquie. Sa population s'élevait à 2 612 habitants en 2020.

## Géographie
Nový Hrozenkov se trouve dans la vallée de la Vsetínská Bečva, près de la frontière avec la Slovaquie. Elle est située à 4 km au sud-ouest de Karolinka, à 15 km à l'est de Vsetín, à 41 km au nord-est de Zlín, à 55 km au sud d'Ostrava et à 283 km à l'est-sud-est de Prague.
La commune est limitée par Valašská Bystřice au nord, par Karolinka à l'est, par la Slovaquie au sud et par Halenkov à l'ouest.

## Histoire
La première mention écrite de la localité date de 1644. De 1939 à 1945, sous le Protectorat de Bohême-Moravie, la ville porta le nom allemand de Neu Traubendorf.

## Galerie
|  |